# 撒旦的情與慾
《撒旦的情與慾》，是丹麥導演拉斯·馮·提爾在2009年的電影作品。電影在德國和瑞典拍攝。
該片在第62屆坎城影展首映後就引起爭議，除了性愛與血腥畫面之外，也挑戰了道德底線，劇情暗示了女人本質便是罪惡，男人則是女人的「基督」，因此本片原文片名叫反基督（Antichrist）；女主角夏洛特·甘斯布憑此片在坎城影展封后，也因為本片反女性意象濃厚，坎城評審團特別頒給此片【反獎項】（anti-award）。而本片於其他國家或地區公映時也因尺度的問題刪剪了3-5分鐘的長度（例如香港、台灣）。

## 演員
- 威廉·達佛 - 丈夫
- 夏洛特·甘斯布 - 妻子
- 史托姆·阿切切·萨尔斯特伦 - 尼克
- 部分性愛畫面則由色情片演員霍斯特·斯特拉姆卡和曼迪·斯塔尔什普擔任替身

## 故事架構
- 序章
- 第一章：悲傷
- 第二章：痛苦 混亂當道
- 第三章：絕望 女性滅殺
- 第四章：三乞丐
- 後記